# ISO 50001
Az ISO 50001 Energiairányítási rendszerszabványt 2011 júniusában bocsátotta ki a Nemzetközi Szabványügyi Szervezet. A szabvány tartalmazza energiamenedzsment rendszerek kialakításához, fenntartásához és fejlesztéséhez szükséges követelményeket. Célja, hogy szisztematikus megközelítésben lehetővé tegye a szervezet számára az energiateljesítmény folyamatos fejlődését, beleértve az energiahatékonyságot, az energiabiztonságot, a felhasználást és fogyasztást. Célja, hogy csökkentse bármilyen szakterületű, méretű és földrajzi elhelyezkedésű vállalat energiafelhasználásának mértékét, ezúttal az energiaköltségeket és az üvegházhatású gázok kibocsátásának mennyiségét is.
A rendszert az az ISO 9001 Minőségirányítási és az ISO 14001 Környezetközpontú irányítási rendszerszabványok alapján modellezték.
Az ISO 50001 az energiateljesítményre koncentrál, nem elsősorban a termékek minőségére és a környezeti hatásokra, de a három szabvány leggyakrabban integrált irányítási rendszer részeként épül be egy vállalat működésébe, így az említett szempontok is érvényesülnek. Az energiafelhasználás javítására irányuló célokat a szervezet maga fogalmazza meg, a szabvány alapján, amelynek adatközpontú, strukturális megközelítése révén a szervezet valószínűsíthetően számottevő anyagi megtakarítást érhet el.

### Háttér
Típustól és mérettől függetlenül, egyre több szervezet fektet hangsúlyt az energiafogyasztásának csökkentésére. Ezen igény kiváltó okai:
- a költségek csökkentése,
- a növekvő költségek hatásának csökkentése,
- önként vállalt, vagy törvényileg szabályozott szén-céloknak való eleget tevés,
- a fosszilis energiahordozóktól való függés mértékének csökkentése,
- a szervezet társadalmi-, és környezettudatos hírnevének növelése.

A kormányzatok egyre nagyobb mértékben igyekeznek visszaszorítani az ipari és lakossági üvegházhatású gázok kibocsátását, és egyre több helyen törvényi szabályozás kerül bevezetésre ennek kikényszerítésére.
Az Európai Szabványügyi Bizottság 2009 júliusában fejlesztette ki az EN 16001:2009 energiamenedzsment szabványát, ez volt az első nemzetközi energiairányítási szabvány, amelyet 2012 áprilisában visszavontak, mivel az ISO 50001 megjelenése felülírta azt.

### Struktúra
Az ISO 50001 struktúrája más – főként az ISO 9001 Minőségirányítási és az ISO 14001 környezetközpontú irányítási rendszerszabvány felépítését követi. Mivel mindhárom szabvány a PDCA-cikluson alapszik, az ISO 50001 mindkettővel kialakítható integrált rendszerben.

#### Az ISO 50001 7 fő pontja
1. Általános követelmények
2. Vezetői elkötelezettség
3. Energiapolitika
4. Cselekvési terv
5. A működés szabályozása
6. Energetikai auditok
7. Vezetőségi átvizsgálás

### Módszertan

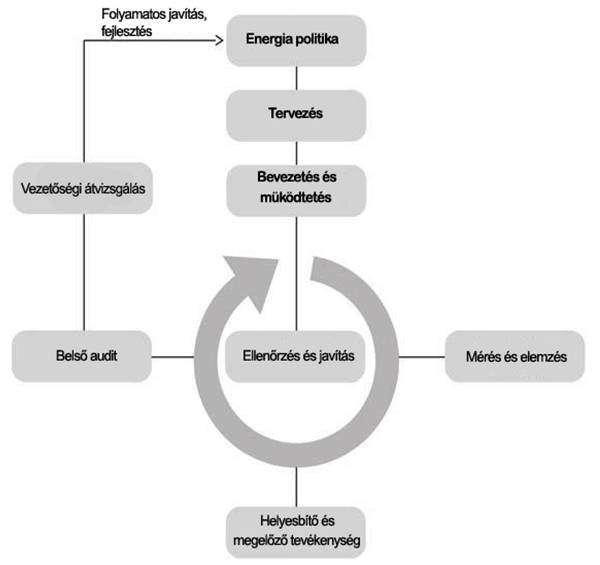
ISO50001PDCA.jpg

A kialakítási folyamat a tervezés-cselekvés-ellenőrzés-megvalósítás ciklusán alapszik (PDCA-ciklus).

#### Főbb lépések az Energiairányítási rendszer kialakítása során
- Energia szempontú felmérés elvégzése.
- Teljesítménymutatók meghatározása, amelyek kontrollálni tudják a változásokat.
- Annak megtervezése, hogy a kiindulási értékekhez képest, milyen változást és fejlődést akar a szervezet elérni, ezeket hogyan fogja megvalósítani.
- A napi működésbe bevezetendő változásokat elő kell írni és le kell szabályozni, úgy, hogy a munkatársak számára is egyértelműek legyenek a feladatok.
- Az energiahasználattal kapcsolatos döntéseket gyakorlati bevezetése, szabályzatok készítése, kollégák szerepeinek tudatosítása.
- A bevezetett módszerek, eszközök eredményességének rendszeres ellenőrzése.

Azokat a lépéseket, amelyek egyáltalán nem vagy csak kis mértékben hatékonyak, meg kell változtatni, módosítani kell.

### Tanúsítvány
A tanúsítvány igazolja, hogy a vállalat energiairányítási rendszere megfelel az ISO 50001 szabvány előírásainak. Megbízhatóan igazolja az ügyfelek, tulajdonosok és alkalmazottak számára, hogy a szervezet energiát takarít meg, valamint segít biztosítani az energiamenedzsment rendszer vállalaton belüli működését.
Másik nagy előnye a tanúsításnak, hogy hangsúlyozza a folyamatos fejlesztést, azt, hogy a vállalat energiafelhasználása egyre jobb és jobb eredményeket produkál. Évek alatt szignifikáns költségmegtakarítást eredményez, illetve mutatja a cég elkötelezettségét.

### Alkalmazásának előnyei
A vállalat energiaköltséget takarít meg és javítja energiafelhasználását, csökkenti az emelkedő energiaköltségek vállalatra gyakorolt hatását.
Hosszútávon csökken a vállalat dioxid kibocsátása, a fosszilis tüzelőanyagoktól való függése, csökkennek a vállalat fenntartási költségeit, kapacitása növekedik, azáltal, hogy keretrendszert épít ki az új, energia hatékony technológiák és intézkedések véghezviteléhez. Az ISO 50001 alapján működő cég biztosítja fogyasztói, beszállítói és partnerei számára, hogy tevékenysége során betartja a törvény és a saját energiafelhasználási környezetvédelmi előírásait, ezáltal hatékony, gyors és versenyképes maradhat.

### ISO 50001 és az ISO 14001 kapcsolata
Az ISO 50001 inkább az energiahatékonyság mérhető adataira és azok javítására fókuszál, míg az ISO 14001 számba veszi egy vállalat minden környezetre gyakorolt hatását. Mindkét rendszert ki lehet építeni önmagában és együtt, vagy más ISO irányítási rendszerekkel (pl. ISO 9001), integrálva is.
Ha egy szervezetben az energiagazdálkodás fejti ki a legerősebb környezeti hatást, az ISO 50001 megfelelőbb lehet az ISO 14001-nél, amely bár számos vállalatban kezeli hatékonyan az energiakérdést, azokban a szervezetekben, ahol az energiaköltségek jelentősek, az ISO 50001 specifikusabb keretrendszert ad a cég számára egy körülhatároltabb energiahatékonysági megközelítés alkalmazásához.

### Az ISO 50001 és azEUenergetikai irányelveinek (2012/27/EU) kapcsolata
Az utóbbi években az Európai Unió eddig soha nem tapasztalt kihívásokkal szembesült: megnőtt az energiaimporttól való függése, az energiaforrások korlátozott mértékben állnak rendelkezésre, vissza kell szorítani az éghajlatváltozás mértékét, rendezni kell a gazdasági válság utáni helyzetet. A tudatos, hatékony energiagazdálkodásra való átállás pedig hatékony eszköz e problémák kezelésére. Nem véletlenül tűzték ki az energiafogyasztás 2020-ig történő 20%-kal való csökkentését - olvasható a direktívában, amelyet várhatóan 2015 nyarán építenek bele a magyar jogrendszerbe.
A rendelet előírásai és az ISO 50001 között átfedés van, ez a gyakorlatban azt jelenti, hogy aki a szabvány szerint működik, az megfelel a direktíva előírásainak. A szabvány konkrét követelményeivel konkretizálja és leírja azokat a folyamatokat, amelyeket az uniós irányelv a gyakorlatban elvár, magába foglalja a vállalat energia-alapállapot felvételét, az átvizsgálás folyamatát, meghatározza a cselekvési terveket és módszereket is. Ezzel lehetővé teszi, hogy az adott cég működése teljes mértékben megfeleljen az előírásoknak, és egyben a kötelező audit elvégzése is bele van foglalva.

### ISO 50001:2019
2018. augusztus 21-én jelent meg az ISO 50001 korszerűsített változata, amely az 50001:2011-et váltja le. A sikeres előkészítés és az angol nyelvű kiadás 2019. januári megjelenését követően a Magyar Szabványügyi Testület Magyarországon 2019. április 1-jén tette közzé a magyar nyelvű fordítást. A szabványban a fő változások az előz kiadáshoz képest:
- ISO irányítási rendszerszabványokra vonatkozó követelményeinek beépítése, ideértve azok szerkezetét, azonos alapszövegét, a közös szakkifejezéseket és meghatározásokat, a többi irányítási rendszerszabvánnyal való nagyfokú összhang megteremtése céljából;

- jobb beilleszthetőség a stratégiai irányítási folyamatokba;

- a dokumentum szerkezeti és nyelvi pontosítása;

- a felső vezetőség szerepének nagyobb hangsúlyozása;

- a szakkifejezések és meghatározásaik tartalmi összefüggés szerinti rendezése a 3. fejezetben és egyes meghatározások korszerűsítése;

- kiegészítés új fogalommeghatározásokkal, például az energiagazdálkodási teljesítményjavulással;

- az energiafajták kizárhatóságának egyértelművé tétele;

- az „energiagazdálkodási átvizsgálás” pontosított értelmezése;

- az energiagazdálkodási teljesítménymutató (EgTM) és az ehhez kapcsolódó energiagazdálkodási alapállapot (EgA) normalizálására vonatkozó fogalom bevezetése;

- az energiagazdálkodási adatgyűjtési tervre és a kapcsolódó követelményekre (korábban energiamérési terv) vonatkozó részletes követelmények bevezetése;

- az energiagazdálkodási teljesítményre vonatkozó mutatókkal (EgTM-ek) és az energiagazdálkodási alapállapotokkal (EgA-k) kapcsolatos szöveg érthetőbbé tétele ezeknek a fogalmaknak a jobb megértése céljából.

## Külső linkek
- www.isoszakerto.hu

- https://web.archive.org/web/20150402113941/http://www.framework.hu/FrameWork Hungary Kft.

- http://www.iso.org/iso/iso_50001_energy.pdf Archiválva 2012. szeptember 15-i dátummal a Wayback Machine-ben

- https://www.iso.org/standard/51297.html

- A klímaelválasztás hazai szakértőjének szakmai blogja: https://www.facebook.com/klimaelvalasztas.hu/?ref=aymt_homepage_panel